# Abdelkader Benali
Abdelkader Benali (Ighazzazen, Marroc, 25 de novembre del 1975) és un escriptor marroquí.

## Biografia
Als quatre anys va emigrar a Rotterdam, on treballava el seu pare. Benali parlava només amazic, però aviat va començar a escriure i parlar neerlandès amb gran fluïdesa. Va estudiar Història a Leiden. Ja des de molt jove va guanyar diversos premis literaris, i el 1996, a l'edat de 26 anys, va fer el seu debut artístic amb la novel·la "Bruiloft aan zee" (Boda al costat del mar). Tot i que primer va semblar que passava desapercebut per la crítica, al cap de poc va guanyar el premi al Millor Debut Literari a Holanda, quedà finalista del Libris (un dels premis més prestigiosos en aquest país) i la seva obra fou traduïda a diferents idiomes. La novel·la del 2002 "De langverwachte" (Llargament esperada), on un infant observa la seva família i el món que l'envolta des del ventre de la seva mare. "Laat het morgen mooi weer zijn" (Deixa que demà surti el sol) del 2005 ha rebut una excel·lent crítica per part del públic i del món literari.